# Veronica (Pontormo)

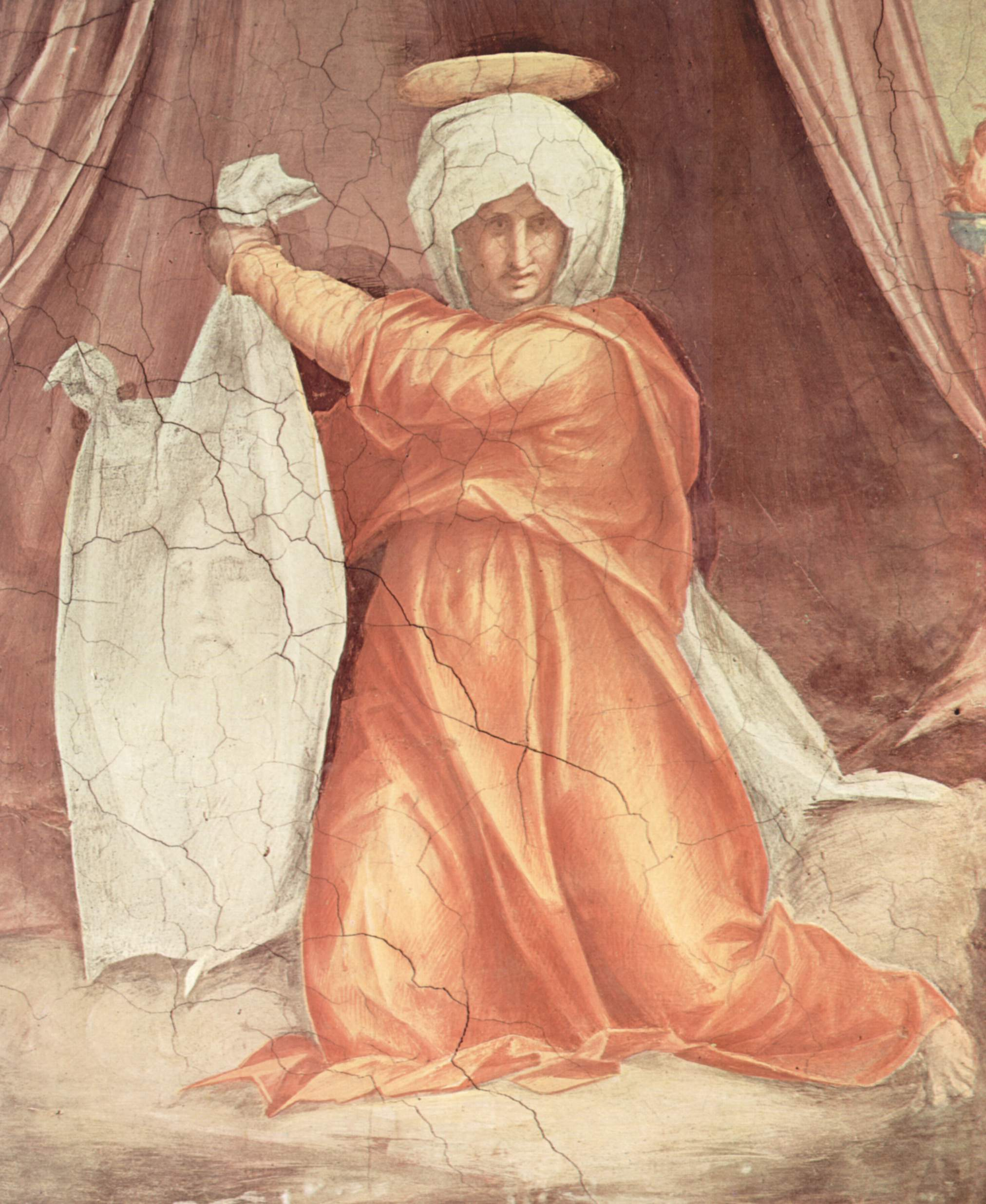
Dettaglio

La Veronica è un affresco a lunetta (307x413 cm) di Pontormo, databile al 1515 e conservato nella Cappella dei Papi nell'ex-convento di Santa Maria Novella a Firenze.

## Storia
Nel 1515, in previsione della solenne visita di papa Leone X a Firenze, il primo papa mediceo, la cappella del quattrocentesco Appartamento papale di Santa Maria Novella venne fatta decorare da Ridolfo del Ghirlandaio, al quale subentrò presto, per i troppi impegni, la giovane promessa Jacopo Pontormo, coadiuvato da uno specialista delle grottesche, Andrea di Cosimo Feltrini.
Pontormo realizzò la volta, con putti reggi-stemma medicei e altre figure tra le grottesche, e la lunetta della parete sud, con la Veronica. Per il carattere privato della cappella le opere erano poco conosciute e poco curate, tanto che nell'Ottocento rischiavano di andare perdute per l'alta probabilità di crolli dell'intonaco. Si pose rimedio provvisorio coprendo le pareti da un'impalcatura metallica, rimossa in occasione del restauro del 1892.

## Descrizione e stile
La santa Veronica si trova al centro della lunetta, indossante una sgargiante veste arancione e un velo bianco in testa, mentre inginocchiata sembra procedere da una nuvola. Essa solleva con un gesto teatrale il velo con impressa l'effigie di Gesù durante la Passione, alzando le braccia verso la sua destra in modo da compiere una torsione che richiamasse le recenti novità delle pose "a serpentina" inaugurate da Michelangelo nel Tondo Doni. L'impostazione della figura femminile, con le gambe protese verso lo spettatore, ricorda infatti la Madonna della tavola michelangiolesca, così come lo stesso colore acceso della veste ricrea gli effetti cangianti del modello. Finissimo è anche il disegno del volto di Cristo impresso sul lenzuolo.
La santa rivolge allo spettatore uno sguardo intenso, che rende ancora più solenne e titanico il suo gesto. La sua monumentalità è inoltre amplificata dall'essere al centro della calotta di un baldacchino di forma circolare, un motivo allora in voga, ispirato alla Madonna del baldacchino di Raffaello e già ripreso in quegli anni da Fra Bartolomeo e Andrea del Sarto. In particolare un lavoro di quest'ultimo, il Matrimonio mistico di santa Caterina d'Alessandria oggi a Dresda, sembra essere il modello più vicino, per forma e impostazione, all'affresco del Pontormo.
Due angeli adolescenti tengono la tenda scostata in un'elegante posa a contrapposto, mentre reggono bracieri con fiammelle accese. Essi non sono alieni a un raffinato erotismo, come il putto di destra che scopre le natiche avvolgendosi un lembo di stoffa sui fianchi. Essi stanno in ginocchio su due basamenti dipinti, che riportano versetti in latino relativi alle circostanze della decorazione della cappella e che fiancheggiano la porta d'entrata. In alto infine si vedono tre cherubini.